# Isshin-ryu (Kusarigamajutsu)
Isshin-ryu (em japonês:  一心流, Isshin-ryū) é um koryu (ou kobudo, uma escola traditional de arte marcial japonesa) da arte marcial kusarigamajutsu, que tem pos escopo o estudo e desenvolvimento da arma kusarigama. Como linhagem vetusta, suas origens não podem ser exactamente estabelecidas, podendo-se ver alguns traços já no século XIV, ou antes.